# Jiří Hejna
Jiří Hejna (27. listopadu 1930 Rokycany – 9. srpna 1952 Praha) byl účastník protikomunistického odboje a jeden z nejmladších lidí popravených v politických procesech.

## Život
Jiří Hejna se narodil v Rokycanech. Základní vojenskou službu absolvoval jako příslušník Pomocného technického praporu (PTP). V létě 1951 z vojenského útvaru utekl a přešel hranice do západního Německa. Zde se seznámil se stejně starým Rudolfem Fuksou a spolu s ním se vrátil do Československa jako agent chodec. Podařilo se jim získat spolupracovníky a vybudovat mrtvou schránku. Byli však na základě udání zatčeni a za „zločiny“ vlastizrady, vyzvědačství a zběhnutí odsouzeni k trestu smrti. 9. srpna 1952 byla exekuce vykonána v pankrácké věznici.

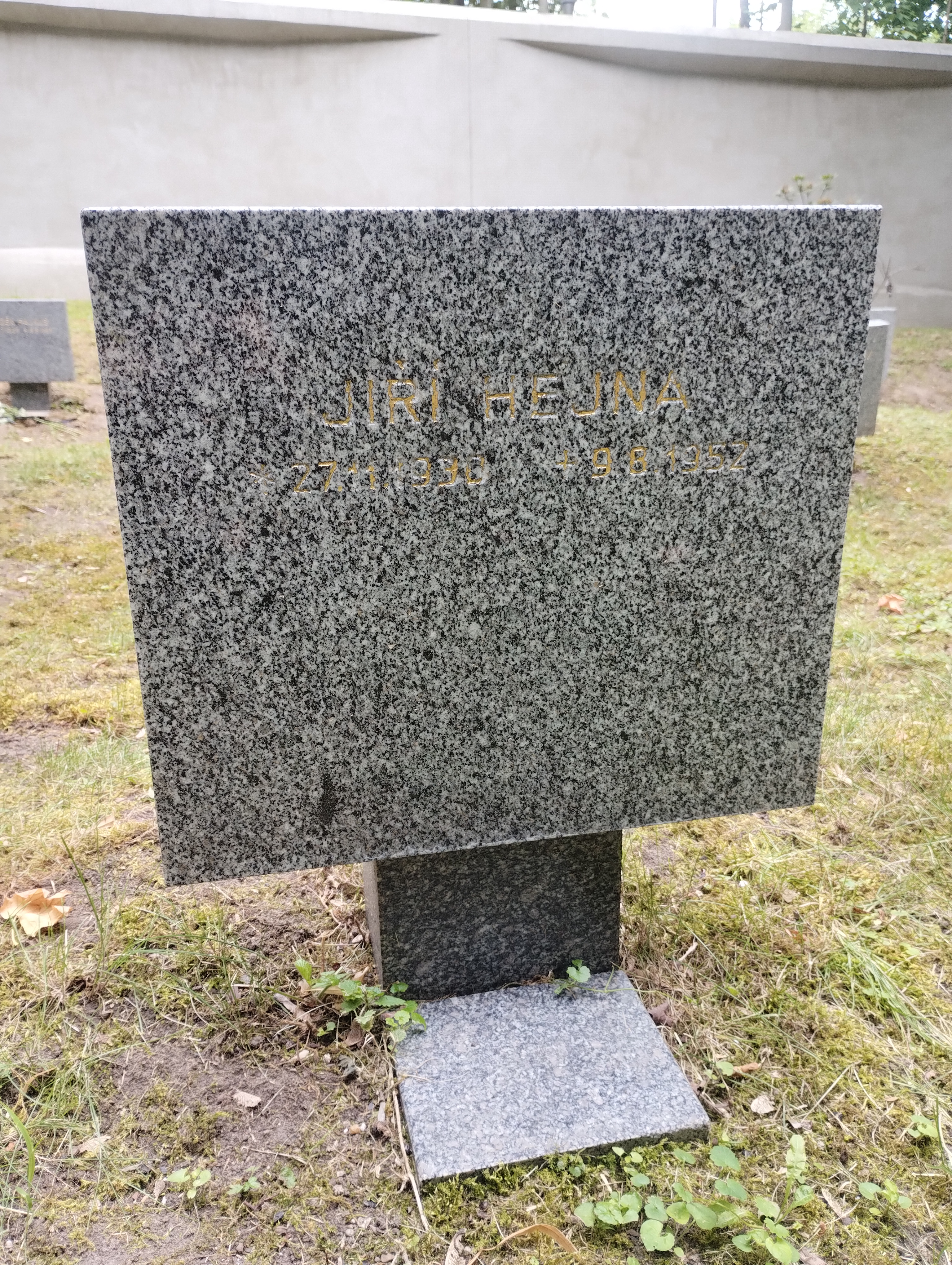
Symbolický náhrobek Jiřího Hejny na Čestném pohřebišti v Ďáblicích

Následně byl Jiří Hejna tajně pohřben do hromadného hrobu na ďáblickém hřbitově. Na Čestném pohřebišti na ďáblickém hřbitově se nachází symbolický Hejnův hrob. Tamní symbolické náhrobky odkazují na zemřelé politické vězně bez ohledu na jejich přesné místo pohřbení.